# Vilém III. Nizozemský
Vilém III. Nizozemský (Willem Alexander Paul Frederik Lodewijk, 19. února 1817 v Bruselu – 23. listopadu 1890 v Het Loo) z dynastie Oranje-Nassau byl v letech 1849 až 1890 nizozemský král, lucemburský velkovévoda a do roku 1866 také vévoda limburský. Jako následník nizozemského trůnu nesl v letech 1840–1849 titul princ Oranžský.

## Rodina

### Původ
Vilém III. byl synem Viléma II. Nizozemského a jeho ženy Anny Pavlovny, sestry ruského cara Alexandra I. Byl pravnukem například Kateřiny Veliké nebo pruského krále Fridricha Viléma II.
Z hlediska počítání nizozemských králů byl Vilém toho jména třetí, v oranžském rodě byl celkově Vilémem VIII. a v přímé mužské vládnoucí linii Vilémů Oranžsko-Nasavských (včetně místodržitelů) byl pátý.

### První manželství
18. července 1839 se ve Stuttgartu oženil s Žofií Württemberskou. Královský pár sídlil v paláci Noordeinde. Manželství nelze nazvat šťastným, především pro diametrální rozdíl povah obou partnerů. Žofie byla žena liberálně a intelektuálně založená, zatímco Vilém byl spíš jednoduchý člověk, konzervativec vychovaný v armádě, jemuž se líbil vojenský způsob života. Uprostřed rodinných hádek zakázal intelektuální výchovu ve svém domě, za což ho královna Viktorie, udržující korespondenci s Žofií, nazvala „nevychovaným hulvátem“; na druhé straně stály jeho mimomanželské avantýry. Dalším důvodem napětí v manželství byla jeho náladovost: jeden den se s někým nepohodl do krajnosti, dalšího dne se k němu choval maximálně vstřícně a vychovaně. Zničující vliv na vztah manželů měla také smrt jejich druhého syna Mořice. Později se k Vilémovým rodinným neshodám přidaly i rozbroje se syny.
Z manželství vzešli tři synové, kteří ale všichni zemřeli předčasně a bez potomků:
- 1. Vilém (4. 9. 1840 Haag – 11. 6. 1879 Paříž), korunní princ a následník trůnu, svobodný a bezdětný[3]
- 2. Mořic (15. 9. 1843 Haag – 4. 6. 1850 tamtéž)[4], zemřel v dětství na meningitidu
- 3. Alexandr (25. 8. 1851 Haag – 21. 6. 1884 tamtéž), po smrti bratra Viléma následník trůnu, svobodný a bezdětný[5]

### Druhé manželství

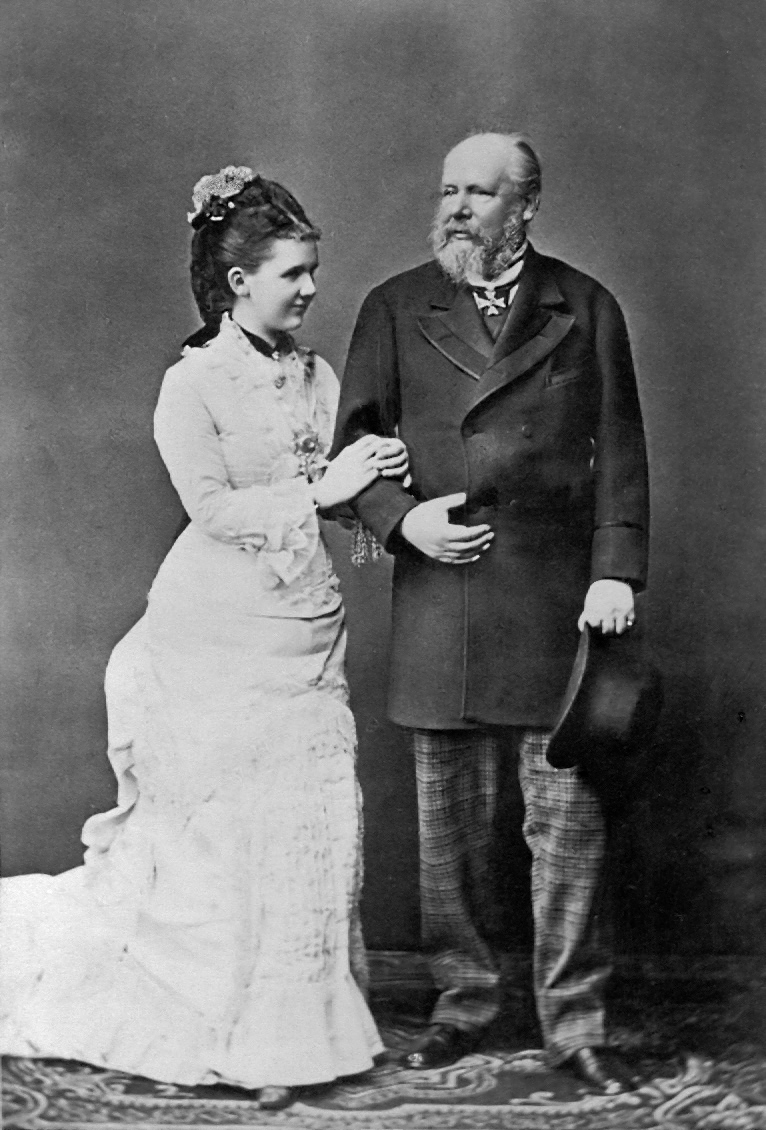
Král Vilém III. a královna Emma

Žofie v roce 1877 zemřela a Vilém se rozhodl znovu se oženit. Kandidátkami byly mezi jinými i princezna Pavlína Waldecko-Pyrmontská z malého německého knížectví Waldeck-Pyrmont nebo princezna Thyra Dánská. Nakonec se Vilém oženil s mladší sestrou Pauliny, Emmou. Jeho rozhodnutí vyvolalo pozdvižení a námitky, neboť nevěsta byla víc než o 40 let mladší, nakonec se však volba ukázala příznivou – Emma se projevila jako žena srdečná a poddajná, zmizelo napětí jak v rodině, tak mezi parlamentem a králem. Emma měla dobrý vliv na nestálou a náladovou osobnost královu a manželství bylo velmi šťastné. Závěr Vilémova života zkalila jen postupná úmrtí jeho dvou synů.
Vilém III. měl s Emmou jediného potomka:
- Vilemína (31. 8. 1880 Haag – 28. 11. 1962 Apeldoorn), nizozemská královna v letech 1890–1948[6]
⚭ 1901 Jindřich Meklenbursko-Zvěřínský (19. 4. 1876 Schwerin – 3. 7. 1934 Haag)[7], měli jedinou dceru Julianu

### Potomci
Z celkem čtyř Vilémových dětí se dospělosti dožily tři – synové Vilém a Alexandr z prvního manželství a dcera Vilemína z manželství druhého. I zbylí dva synové však zemřeli ještě za králova života, aniž se oženili. Starší Vilém, ačkoliv nadaný a inteligentní, propadl prostopášnému životu, působil četné skandály a nakonec zemřel v roce 1879 v Paříži na celkové selhání organismu. Nejmladší Alexandr byl zase od narození neduživý a chatrného zdraví, zemřel na tyfus[nepřesný odkaz] v roce 1884. Následnicí nizozemského trůnu se tak neočekávaně stala ve svých čtyřech letech nejmladší Vilemína, která zdědila královský titul otcovou smrtí o šest let později. Než dosáhla zletilosti, vládla za ni jako regentka její matka Emma. Vilemína pak panovala padesát let a její potomci vládnou Nizozemskému království dodnes.

## Vláda
Vilém III. nesouhlasil s ústavními změnami, se kterými započal v revolučním roce 1848 jeho otec král Vilém II. a jeho první ministr Johan Rudolph Thorbecke. Vilém II. a jeho snacha Žofie považovali tyto změny za nezbytné pro záchranu monarchie, zatímco korunní princ je bral jako nežádoucí omezení královské moci a přál si vládnout absolutisticky jako jeho děd Vilém I. Při představě, že by měl panovat v konstituční monarchii, dokonce chtěl přenechat svá práva na trůn svému mladšímu bratrovi, princi Jindřichovi. Jeho matka ho však od tohoto kroku odvrátila, takže již o rok později, když jeho otec zemřel, se Vilém III. stal králem Nizozemska. I později, poté co jeho nejstarší syn dosáhl plnoletosti, zvažoval Vilém opakovaně svou abdikaci, nakonec se však vždy rozhodl na trůně setrvat (a paradoxně je do současnosti posledním nizozemským monarchou, který vládl až do smrti).
Prvním činem jeho vlády byla inaugurace kabinetu premiéra Thorbecka, liberálního architekta nizozemské ústavy z roku 1848, jehož nový monarcha „zdědil“. 
V roce 1867 přistoupil na návrh francouzského císaře Napoleona III. na „odkup“ Lucemburského velkovévodství, ale tento nápad málem vyvolal válku mezi Francií a Pruskem; tato situace nakonec vedla k tomu, že Lucembursko se stalo nezávislou zemí.
Přes všechny neshody s parlamentem byl Vilém III. velmi populární mezi obyčejnými Holanďany, k nimž se choval vždy velmi srdečně a otevřeně.
V roce 1887 sedmdesátiletý král vážně onemocněl a v roce 1890 zemřel. Jeho následnice Vilemína byla ještě útlého věku (10 let), královna-vdova Emma se tedy stala regentkou své dcery až do jejích 18. narozenin v roce 1898. 
Protože Lucemburské velkovévodství podle svých zákonů mohlo být děděno pouze v mužské linii, nizozemsko-lucemburská personální unie smrtí Viléma III. skončila a lucemburský trůn přešel na Adolfa Lucemburského, předtím vévodu z Nassau.
Vilém byl pochován v královské hrobce v Nieuwe Kerk v Delftu, místě posledního odpočinku nizozemské panovnické rodiny.

## Vývod z předků
|                       |                                       |  |                                      |                                         |  |  |  |  |  |  |  | Vilém IV. Oranžský |
|                       |                                       |  |                                      |                                         |  |  |  |  |  |  |  |                    |
|                       | Vilém V. Oranžský                     |  |                                      |                                         |  |  |  |  |  |  |  |                    |
|                       |                                       |  |                                      |                                         |  |  |  |  |  |  |  |                    |
|                       |                                       |  |                                      | Anna Hannoverská                        |  |  |  |  |  |  |  |                    |
|                       |                                       |  |                                      |                                         |  |  |  |  |  |  |  |                    |
|                       | Vilém I. Nizozemský                   |  |                                      |                                         |  |  |  |  |  |  |  |                    |
|                       |                                       |  |                                      |                                         |  |  |  |  |  |  |  |                    |
|                       |                                       |  |                                      | August Vilém Pruský                     |  |  |  |  |  |  |  |                    |
|                       |                                       |  |                                      |                                         |  |  |  |  |  |  |  |                    |
|                       | Vilemína Pruská                       |  |                                      |                                         |  |  |  |  |  |  |  |                    |
|                       |                                       |  |                                      |                                         |  |  |  |  |  |  |  |                    |
|                       |                                       |  |                                      | Luisa Amálie Brunšvicko-Wolfenbüttelská |  |  |  |  |  |  |  |                    |
|                       |                                       |  |                                      |                                         |  |  |  |  |  |  |  |                    |
|                       | Vilém II. Nizozemský                  |  |                                      |                                         |  |  |  |  |  |  |  |                    |
|                       |                                       |  |                                      |                                         |  |  |  |  |  |  |  |                    |
|                       |                                       |  |                                      | August Vilém Pruský                     |  |  |  |  |  |  |  |                    |
|                       |                                       |  |                                      |                                         |  |  |  |  |  |  |  |                    |
|                       | Fridrich Vilém II.                    |  |                                      |                                         |  |  |  |  |  |  |  |                    |
|                       |                                       |  |                                      |                                         |  |  |  |  |  |  |  |                    |
|                       |                                       |  |                                      | Luisa Amálie Brunšvicko-Wolfenbüttelská |  |  |  |  |  |  |  |                    |
|                       |                                       |  |                                      |                                         |  |  |  |  |  |  |  |                    |
|                       | Vilemína Pruská                       |  |                                      |                                         |  |  |  |  |  |  |  |                    |
|                       |                                       |  |                                      |                                         |  |  |  |  |  |  |  |                    |
|                       |                                       |  |                                      | Ludvík IX. Hesensko-Darmstadtský        |  |  |  |  |  |  |  |                    |
|                       |                                       |  |                                      |                                         |  |  |  |  |  |  |  |                    |
|                       | Frederika Luisa Hesensko-Darmstadtská |  |                                      |                                         |  |  |  |  |  |  |  |                    |
|                       |                                       |  |                                      |                                         |  |  |  |  |  |  |  |                    |
|                       |                                       |  |                                      | Karolína Falcko-Zweibrückenská          |  |  |  |  |  |  |  |                    |
|                       |                                       |  |                                      |                                         |  |  |  |  |  |  |  |                    |
| Vilém III. Nizozemský |                                       |  |                                      |                                         |  |  |  |  |  |  |  |                    |
|                       |                                       |  |                                      |                                         |  |  |  |  |  |  |  |                    |
|                       |                                       |  | Karel Fridrich Holštýnsko-Gottorpský |                                         |  |  |  |  |  |  |  |                    |
|                       |                                       |  |                                      |                                         |  |  |  |  |  |  |  |                    |
|                       | Petr III. Ruský                       |  |                                      |                                         |  |  |  |  |  |  |  |                    |
|                       |                                       |  |                                      |                                         |  |  |  |  |  |  |  |                    |
|                       |                                       |  |                                      | Anna Petrovna                           |  |  |  |  |  |  |  |                    |
|                       |                                       |  |                                      |                                         |  |  |  |  |  |  |  |                    |
|                       | Pavel I. Ruský                        |  |                                      |                                         |  |  |  |  |  |  |  |                    |
|                       |                                       |  |                                      |                                         |  |  |  |  |  |  |  |                    |
|                       |                                       |  |                                      | Kristián August z Anhalt-Zerbstu        |  |  |  |  |  |  |  |                    |
|                       |                                       |  |                                      |                                         |  |  |  |  |  |  |  |                    |
|                       | Kateřina II. Veliká                   |  |                                      |                                         |  |  |  |  |  |  |  |                    |
|                       |                                       |  |                                      |                                         |  |  |  |  |  |  |  |                    |
|                       |                                       |  |                                      | Johana Alžběta Holštýnsko-Gottorpská    |  |  |  |  |  |  |  |                    |
|                       |                                       |  |                                      |                                         |  |  |  |  |  |  |  |                    |
|                       | Anna Pavlovna Ruská                   |  |                                      |                                         |  |  |  |  |  |  |  |                    |
|                       |                                       |  |                                      |                                         |  |  |  |  |  |  |  |                    |
|                       |                                       |  |                                      | Karel Alexandr Württemberský            |  |  |  |  |  |  |  |                    |
|                       |                                       |  |                                      |                                         |  |  |  |  |  |  |  |                    |
|                       | Fridrich II. Evžen Württemberský      |  |                                      |                                         |  |  |  |  |  |  |  |                    |
|                       |                                       |  |                                      |                                         |  |  |  |  |  |  |  |                    |
|                       |                                       |  |                                      | Marie Augusta Thurn-Taxis               |  |  |  |  |  |  |  |                    |
|                       |                                       |  |                                      |                                         |  |  |  |  |  |  |  |                    |
|                       | Marie Fjodorovna                      |  |                                      |                                         |  |  |  |  |  |  |  |                    |
|                       |                                       |  |                                      |                                         |  |  |  |  |  |  |  |                    |
|                       |                                       |  |                                      | Fridrich Vilém Braniborsko-Schwedtský   |  |  |  |  |  |  |  |                    |
|                       |                                       |  |                                      |                                         |  |  |  |  |  |  |  |                    |
|                       | Bedřiška Braniborsko-Schwedtská       |  |                                      |                                         |  |  |  |  |  |  |  |                    |
|                       |                                       |  |                                      |                                         |  |  |  |  |  |  |  |                    |
|                       |                                       |  |                                      | Žofie Dorota Pruská                     |  |  |  |  |  |  |  |                    |
|                       |                                       |  |                                      |                                         |  |  |  |  |  |  |  |                    |